# Tamura Muneyoshi
Tamura Muneyoshi est un nom japonais traditionnel ; le nom de famille (ou le nom d'école), Tamura, précède donc le prénom (ou le nom d'artiste).
Tamura Muneyoshi (田村宗良, 11 juin 1637-16 mai 1678) est un daimyo de l'époque d'Edo qui règne sur le domaine d'Iwanuma. Il est le petit-fils de Date Masamune.

## Source de la traduction
- (en) Cet article est partiellement ou en totalité issu de l’article de Wikipédia en anglais intitulé « Tamura Muneyoshi » (voir la liste des auteurs).